# 거촌역
거촌역(Geochon station, 巨村驛)은 경상북도 봉화군 봉성면 외삼리에 위치한 영동선의 철도역이다.
역명은 인근의 봉화읍 거촌리에서 유래하였으나, 거촌리에 위치하지는 않는다.

## 역 구조
역사측으로부터 측선, 부본선, 주본선의 세 개 선로가 있으며 부본선과 주본선 사이에 섬식 승강장이 있다. 그러나 2013년 4월 15~16일에 시행된 구조변경공사로 일부 선로와 선로전환기가 철거되어 부본선, 측선은 사용할 수 없게 되었다. 현재는 부본선, 측선, 승강장이 완전히 철거되었다.

## 연혁
- 1955년 2월 1일 : 역원배치간이역으로 영업 개시[1]
- 1960년 4월 11일 : 역사 신축 준공
- 1960년 6월 10일 : 보통역으로 승격[2]
- 1977년 5월 1일 : 화물 취급 중지[3]
- 1983년 2월 1일 : 수소화물 취급중지[4]
- 1993년 4월 15일 : 승차권 차내취급역으로 지정[5]
- 1995년 12월 5일 : 역사 신축 준공[5]
- 1997년 6월 1일 : 배치간이역으로 격하[6]
- 2007년 6월 1일 : 여객 취급 중지
- 2013년 4월 16일 : 주본선을 제외한 선로의 사용이 중지됨